# Ternstroemia standleyana
Ternstroemia standleyana är en tvåhjärtbladig växtart som beskrevs av Clarence Emmeren Kobuski. Ternstroemia standleyana ingår i släktet Ternstroemia och familjen Pentaphylacaceae. Inga underarter finns listade i Catalogue of Life.